# Łymanśka
Łymanśka (ukr. Лиманська) – przystanek kolejowy w miejscowości Zatoka, w rejonie białogrodzkim, w obwodzie odeskim, na Ukrainie.